# Levaci
I Levaci (o Leuaci) furono un popolo celtico della Gallia (Gallia Belgica secondo la geografia dei Romani), clienti dei potenti Nervi. 
Ci sono noti per una citazione di Cesare, nei suoi Commentarii, in cui ci appaiono a fianco dei Ceutroni, dei Geidumni, dei Grudi e dei Pleumossi, come « vassalli » dei loro vicini Nervi, cooptati dopo la vittoria di Ambiorige contro le legioni romane:
(Cesare. De bello Gallico, v.39)

## Fonti
- Venceslas Kruta, Les Celtes, Histoire et Dictionnaire, Éditions Robert Laffont, coll. « Bouquins », Paris, 2000, ISBN 2-7028-6261-6
- John Haywood (intr. Barry Cunliffe, trad. Colette Stévanovitch), Atlas historique des Celtes, éditions Autrement, Paris, 2002, ISBN 2-7467-0187-1